# Castillo del Asmesnal
El castillo del Asmesnal es una fortaleza de estilo gótico situada en la dehesa del mismo nombre, perteneciente al municipio español de Alfaraz de la comarca de Sayago, en la provincia de Zamora y la comunidad autónoma de Castilla y León.

## Topónimo

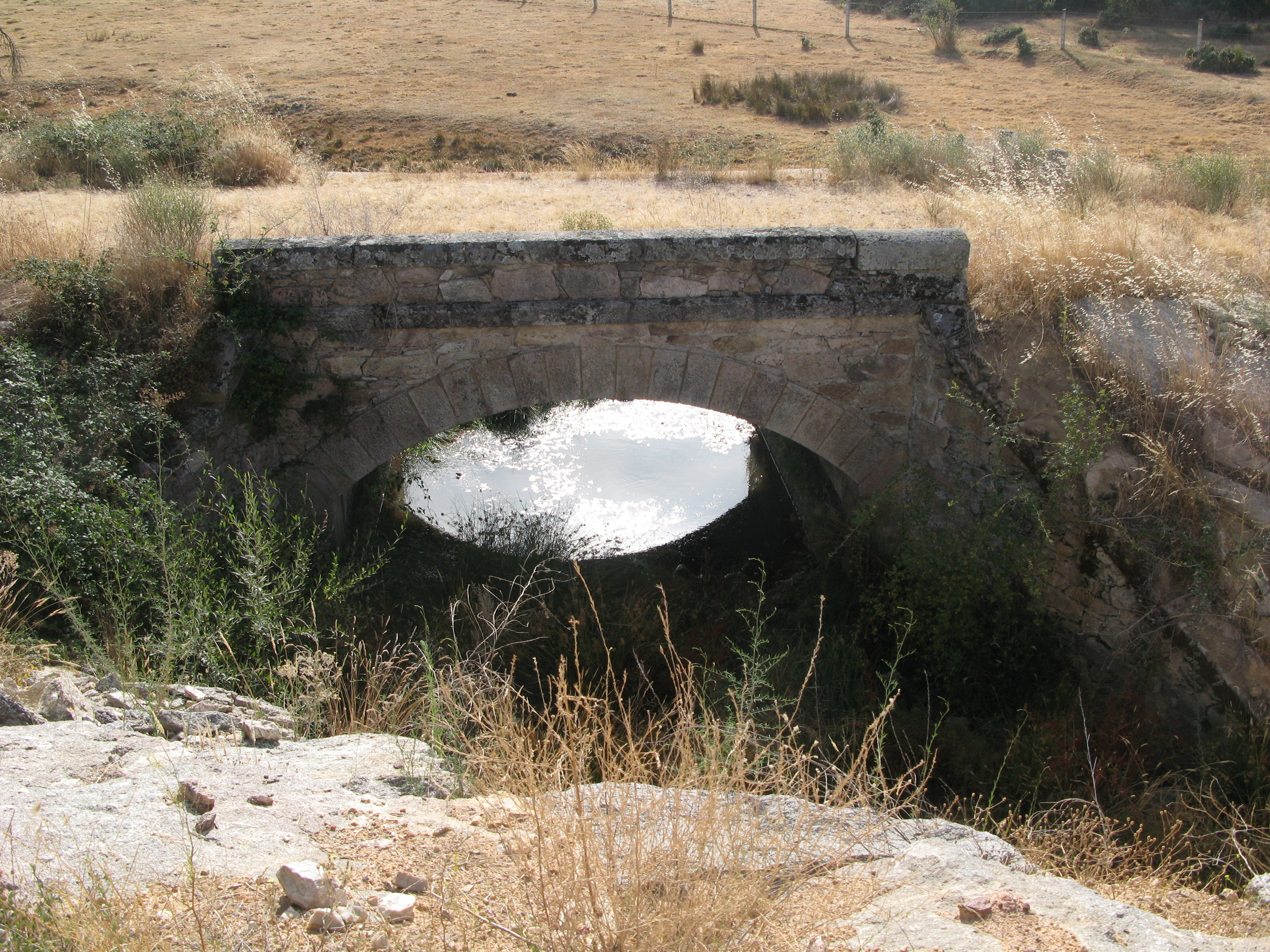
Rivera del Asmesnal

El topónimo Asmesnal, según Riesco Chueca, responde a un modelo tradicional del dominio lingüístico leonés, consistente en un nombre de árbol en singular y femenino. En el caso del Asmesnal es inevitable acudir a la base "la amexinar" (ciruelo damasceno).
El artículo ya era constatable en el Fuero de Ledesma (1161). Actualmente, en gallego y en portugués pervive el término ameixa < [pruna] *damascĭna < del latín damascēna ([ciruela] de Damasco), explicable por corrimiento del acento (damáscena) debido a la transmisión tardía del término desde el griego y posterior pérdida de la vocal postónica, seguida de caída de la –d– inicial, que habría sido previamente interpretada como nexo preposicional. Floriano cita ejemplos del apelativo amexinares en textos notariales del primer Medioevo astur. Compárense el topónimo portugués Ameixial y los abundantes Ameixedo y Ameijido del área galaico-portuguesa. Tiene la misma etimología que la "Fuente de la Mesnal", topónimo menor de Luelmo (Zamora).

## Localización
Se encuentra situado en la carretera ZA-305, a unos 11 km de Peñausende y 14 km de Ledesma, cerca de la rivera del Asmesnal que le da su nombre.

## Datos históricos

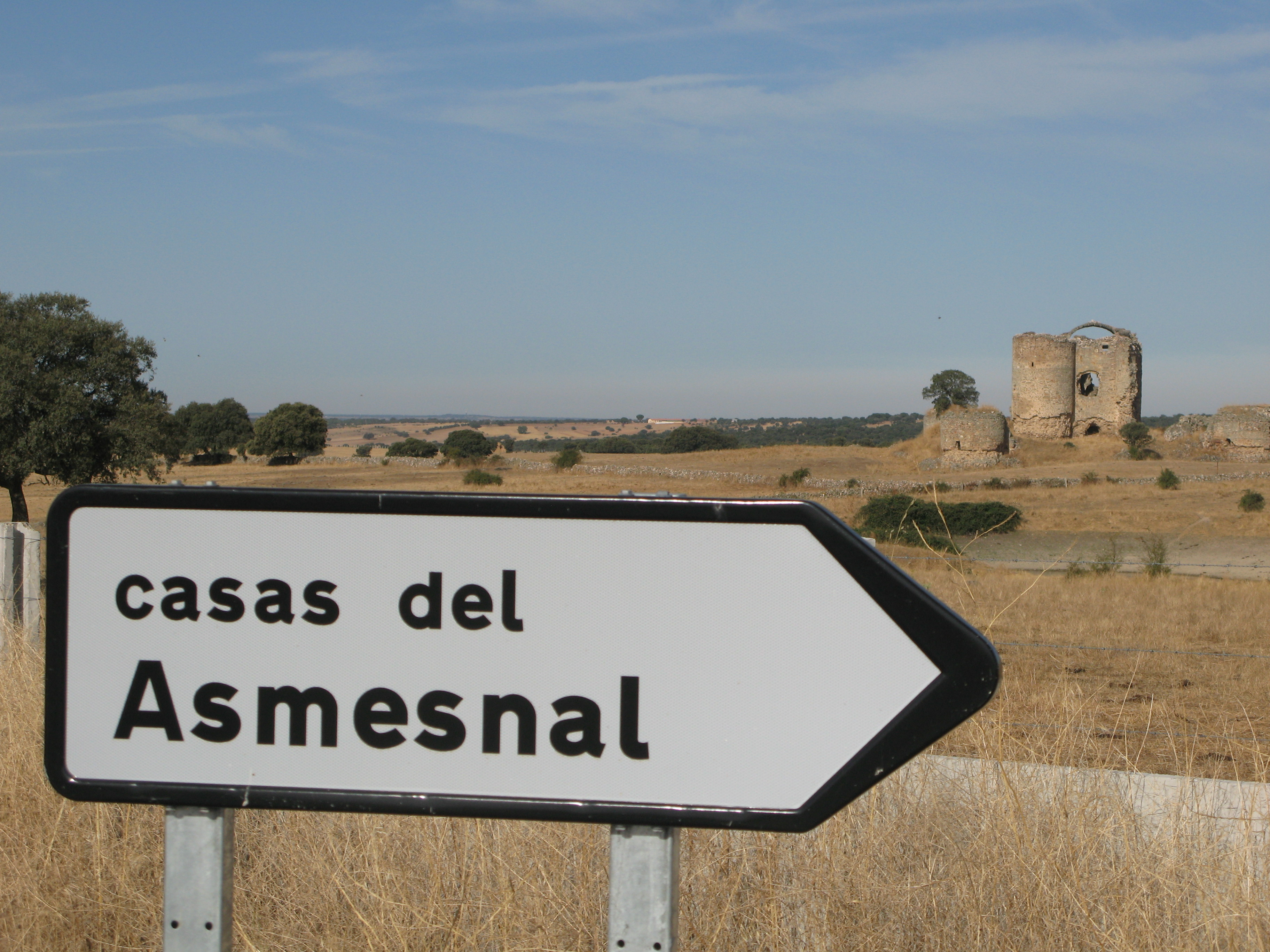
Paraje del Asmesnal

Poca información existe sobre la evolución histórica de esta dehesa y su castillo.
Este paraje aparece citado en el Fuero de Ledesma (1161) como La Almexnal.
Aparece contemplada en 1831 como villa secular perteneciente a la provincia y obispado de Zamora y al partido de Sayago. Se encuentra a 6 leguas de Zamora capital, en el camino que conduce desde esta última a Ledesma. Cuenta con un alcalde ordinario y una población de 28 habitantes. En el paraje se producen cereales, legumbres, vino y ganado.
Es de suponer que el tamaño de la dehesa se redujera con el tiempo, debido fundamentalmente a las posibles ventas o herencias. Algunas ventas surgen a raíz de expropiaciones realizadas por el Instituto Nacional de Colonización a sus primitivos dueños con arreglo a la Ley de 27 de abril de 1946, sobre Expropiación Forzosa de Fincas Rústicas, con la Debida Indemnización, Previa Declaración de Interés Social (BOE, 28-IV- 1946), caso de la dehesa del Asmesnal, perteneciente al término municipal de Alfaraz de Sayago.

## Castillo

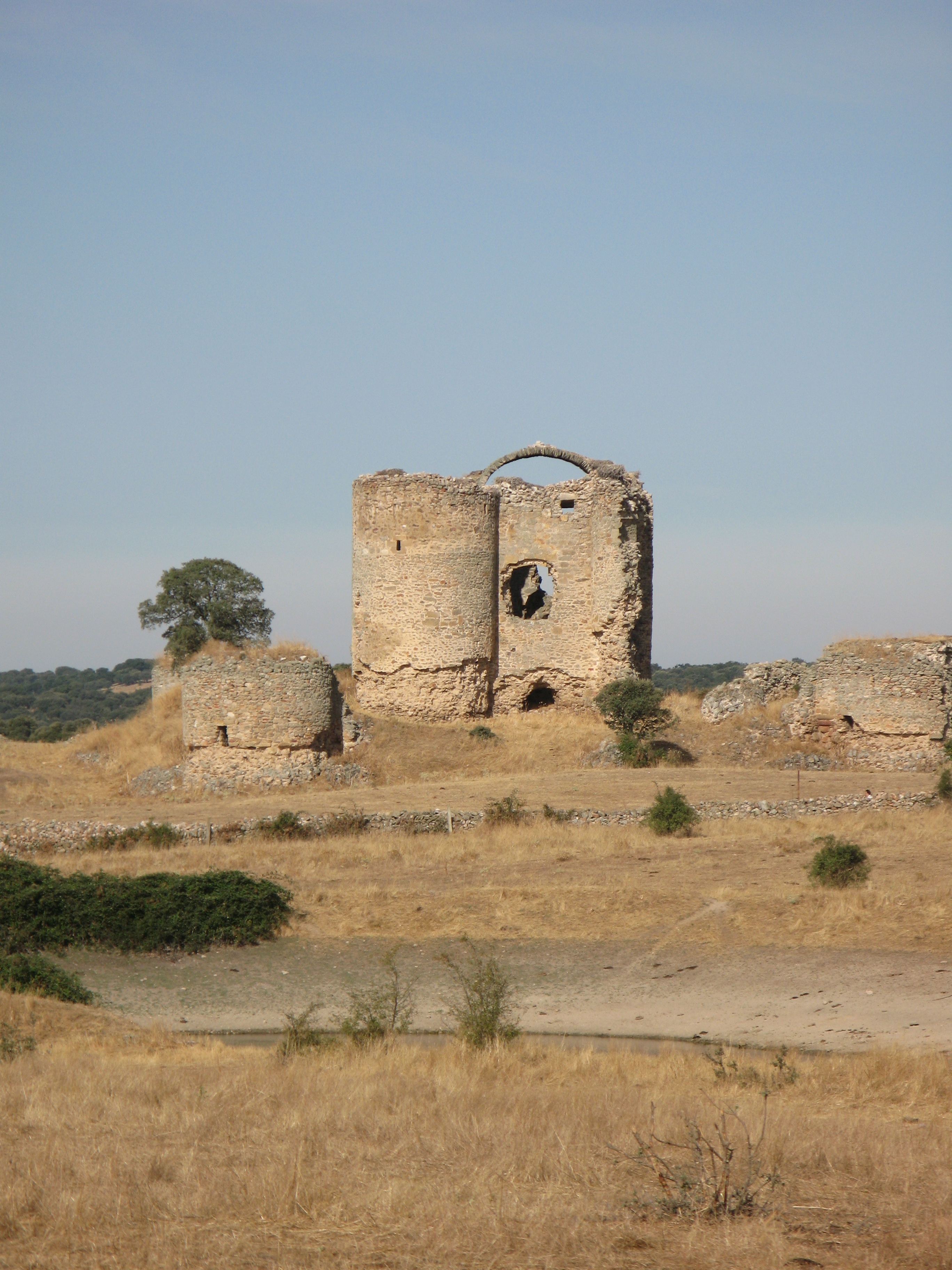
Castillo del Asmesnal

El castillo del Asmesnal o de Alfaraz, para otros, es una fortificación medieval de carácter militar que en el siglo XV jugó un importante papel en las guerras con Portugal, aunque seguramente participara en el devenir histórico del Reino de León en una etapa anterior, básicamente desde el siglo XII.
Los restos conservados, principalmente la torre del homenaje, pertenecen al estereotipo de castillo señorial del siglo XV, época en el que participó activamente en las guerras con Portugal.
Actualmente se encuentra dentro de una propiedad privada, conocida como dehesa del Asmesnal, y en situación de ruinas progresivas.